# 세라산브루노

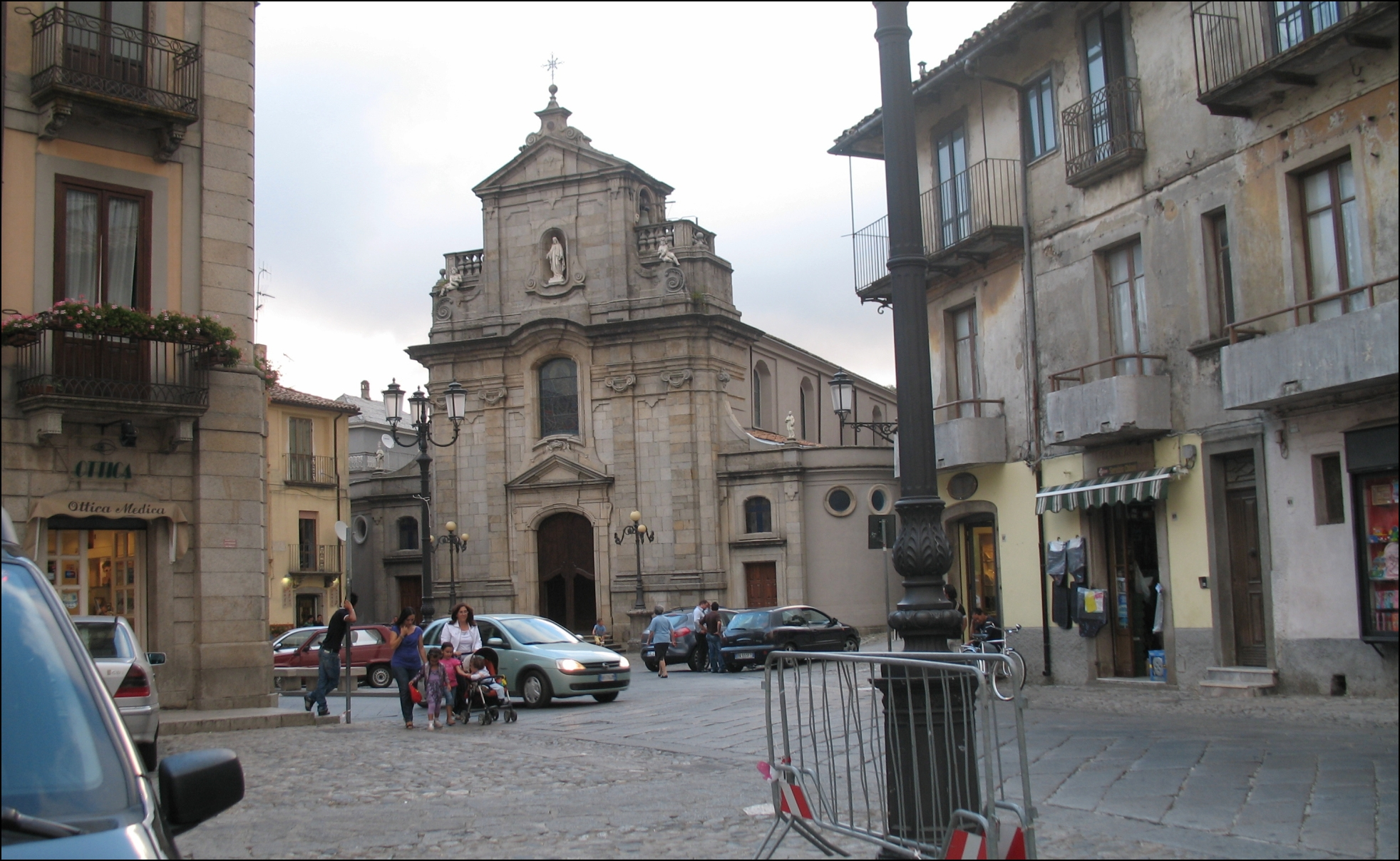
San Biagio's Church

세라산브루노(Serra San Bruno)는 이탈리아 칼라브리아주 비보발렌티아도에 위치한 도시이다.